# 赤坂町 (岡山県)
赤坂町（あかさかちょう）は、かつて岡山県の南部（赤磐郡）にあった町である。旧赤坂郡。現在は赤磐郡内の他3町との合併により赤磐市となり、町役場は赤磐市役所赤坂支所となっている。

## 地理
町の大半は丘陵と山林で占められている。

## 沿革
- 1889年（明治22年）4月1日 - 町村制施行に伴い赤坂郡鳥取上村，軽部村，笹岡村が発足。
- 1900年（明治33年）4月1日 - 赤坂郡が磐梨郡と合併して赤磐郡となる。
- 1953年（昭和28年）3月1日 - 鳥取上村・軽部村・笹岡村が合併して町制施行、赤坂町となる。
- 1956年（昭和31年） - 布都美村の一部を編入。残部は吉井町・御津郡御津町に分割編入。
- 2005年（平成17年）3月7日 - 山陽町・熊山町・吉井町と合併して市制施行、赤磐市となる。

## 産業
モモ・ブドウなどの果樹栽培が盛んであり、サッポロワイン岡山ワイナリーが誘致されている。

## 教育
- 赤坂町立石相小学校
- 赤坂町立軽部小学校
- 赤坂町立笹岡小学校
- 赤坂町立赤坂中学校

現在は上記各校とも赤磐市立
- 岡山県農業大学校

## 交通
町内には鉄道、高速道路、国道は走っていない。
県道
- 岡山県道27号岡山吉井線
- 岡山県道53号御津佐伯線
- 岡山県道250号山口山陽線
- 岡山県道257号坂辺吉井線
- 岡山県道364号矢知赤坂線
- 岡山県道403号町苅田熊山線

## ゴルフ場
- 赤坂カントリークラブ
- 赤坂レイクサイドカントリークラブ